# Monika Falej

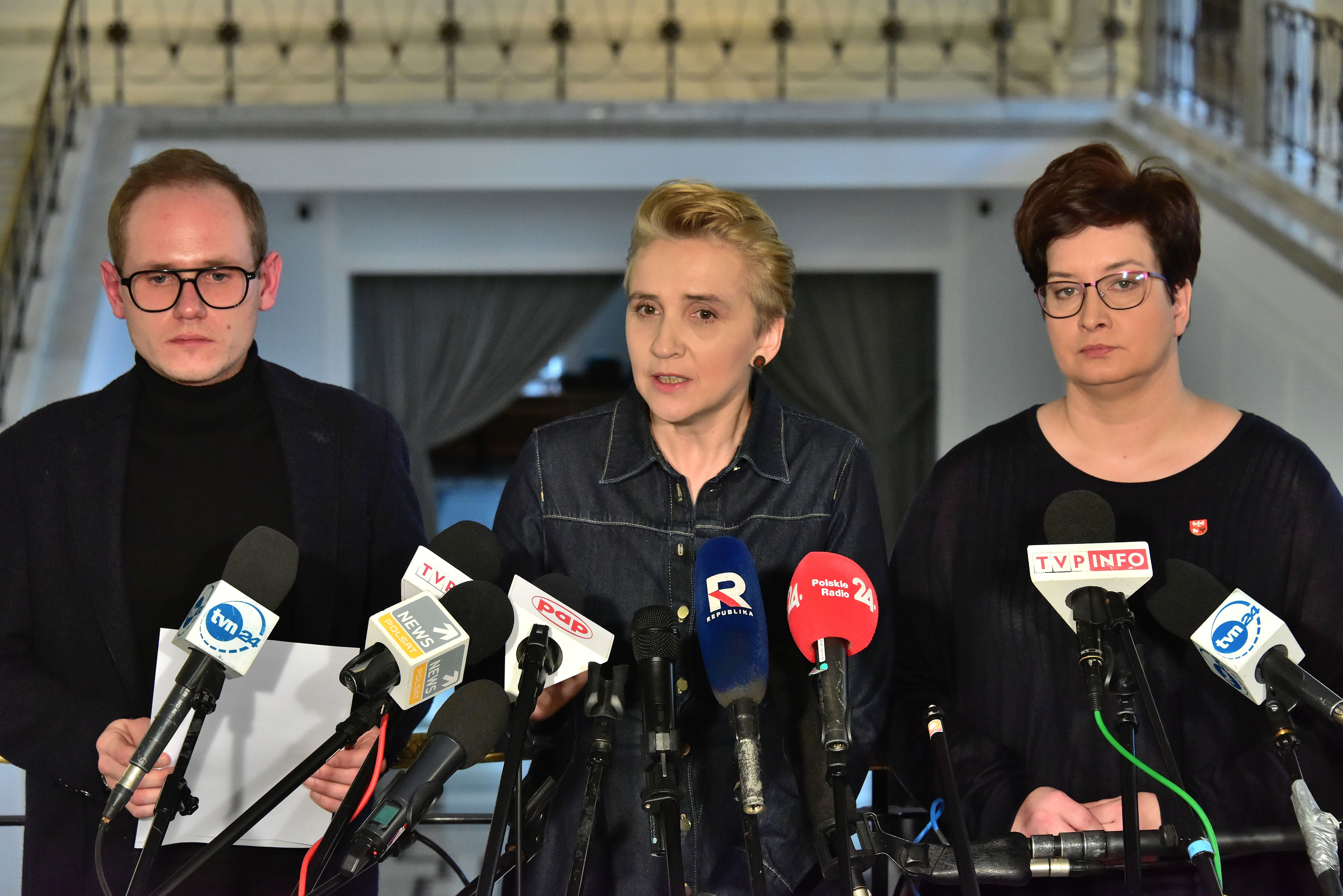
Monika Falej (z prawej) z Maciejem Kopcem i Joanną Scheuring-Wielgus podczas konferencji w Sejmie (2020)

Monika Walentyna Falej (ur. 8 lutego 1972 w Mrągowie) – polska prawniczka, polityk i działaczka organizacji pozarządowych, posłanka na Sejm IX kadencji.

## Życiorys
Z wykształcenia prawniczka, kształciła się na Wydziale Prawa i Administracji Uniwersytetu Mikołaja Kopernika w Toruniu oraz na Wydziale Prawa i Administracji Uniwersytetu Warmińsko-Mazurskiego w Olsztynie (który ukończyła w 2011). W 2014 ukończyła studia doktoranckie w Wyższej Szkole Bankowej w Gdyni, a także studia podyplomowe z zakresu metodologii nauk prawnych i metod prawniczych w WSB.
W latach 2001–2005 kierowała jednym z biur poselskich. Wieloletnia aktywistka organizacji pozarządowych, przez kilka kadencji przewodnicząca Rady Organizacji Pozarządowych Miasta Olsztyna. Zasiadała także w Radzie Działalności Pożytku Publicznego Województwa Warmińsko-Mazurskiego, przewodniczyła też Radzie Organizacji Pozarządowych Województwa Warmińsko-Mazurskiego. Związana m.in. z Fundacją „Inicjatywa Kobiet Aktywnych” (od 2004 jako jej sekretarz) oraz ze Związkiem Stowarzyszeń „Razem w Olsztynie”. Pracowała jako trenerka, koordynatorka projektów i mediatorka, objęła stanowisko dyrektora Olsztyńskiego Centrum Organizacji Pozarządowych. Współtworzyła Olsztyńskie Centrum Wolontariatu „Spinacz”. Była inicjatorką olsztyńskiego budżetu obywatelskiego. Została również regionalną pełnomocniczką Kongresu Kobiet i członkinią rady programowej związanego z kongresem stowarzyszenia. Autorka książek: Efektywne zarządzanie wolontariatem, ABC Wolontariatu, ABC organizacji pozarządowych.
W wyborach samorządowych w 2014 kandydowała na radną sejmiku warmińsko-mazurskiego z listy SLD Lewica Razem, nie uzyskała mandatu (dostała 1429 głosów). W wyborach samorządowych w 2018 bez powodzenia kandydowała na prezydenta Olsztyna z Komitetu Wyborczego Wyborców „Wspólny Olsztyn” (zagłosowało na nią 4568 osób). W tych samych wyborach ubiegała się również bezskutecznie o mandat w radzie miasta Olsztyna. Dołączyła następnie do ugrupowania Wiosna. W wyborach do Parlamentu Europejskiego w 2019 ubiegała się o mandat eurodeputowanej, którego nie uzyskała (otrzymała 23 870 głosów).
W wyborach parlamentarnych w tym samym roku została wybrana do Sejmu IX kadencji. Startowała z listy Sojuszu Lewicy Demokratycznej (z rekomendacji Wiosny, w ramach porozumienia Lewica) w okręgu nr 34 (Elbląg), głosowały na nią 11 093 osoby. Objęła funkcję przewodniczącej Komisji Etyki Poselskiej. Została także członkinią Komisji Samorządu Terytorialnego i Polityki Regionalnej oraz Komisji Nadzwyczajnej do spraw zmian w kodyfikacjach. W czerwcu 2021, po rozwiązaniu Wiosny, została członkinią Nowej Lewicy. W wyborach w 2023 nie uzyskała poselskiej reelekcji. W styczniu 2024 zrezygnowała z członkostwa w partii.

## Wyniki w wyborach ogólnopolskich
| Wybory | Komitet wyborczy | Komitet wyborczy             | Organ                            | Okręg | Wynik          |
| ------ | ---------------- | ---------------------------- | -------------------------------- | ----- | -------------- |
| 2019   |                  | Wiosna                       | Parlament Europejski IX kadencji | nr 3  | 23 871 (3,01%) |
| 2019   |                  | Sojusz Lewicy Demokratycznej | Sejm IX kadencji                 | nr 34 | 11 093 (4,42%) |
| 2023   |                  | Nowa Lewica                  | Sejm X kadencji                  | nr 34 | 11 140 (3,72%) |

## Życie prywatne
Wychowywała się na Zatorzu. Wraz z córką zamieszkała na osiedlu Jaroty w Olsztynie. Jest osobą niepełnosprawną ruchowo.

## Wyróżnienia
- Nagroda Kampanii Przeciw Homofobii „Korony Równości” w kategorii „życie polityczne” (2023)[16]